# NGC 691
NGC 691 is een spiraalvormig sterrenstelsel in het sterrenbeeld Ram. Het hemelobject werd op 13 november 1786 ontdekt door de Duits-Britse astronoom William Herschel.

## Synoniemen
- PGC 6793
- UGC 1305
- MCG 4-5-19
- ZWG 482.23
- ZWG 460.31
- IRAS01479+2130